# Casa de Soverosa
A Casa de Soverosa foi uma família nobre com origem na Galiza, de donde passou a Portugal. Segundo a tradição, a família descenderia do conde D. Gomes Sobrado, que por sua vez era descendente da rainha castelhana D. Urraca I de Leão e Castela.
O termo Soverosa, desde muito cedo na história peninsular que começou a ser utilizado como identificador de uma linhagem familiar, possuidora de importância digna de nota e tida como de elevada nobreza. No entanto, só mais tarde, este nome se viria a transformar num apelido de família, dando assim origem à família Soverosa.
Esta linhagem encontra-se entre as linhagens medievais portugueses que mais preponderância e destaque tiveram durante o século XI e o Século XII, tendo no entanto, já neste último século vindo a desaparecer na sua linha varonil. Assim esta linhagem ao perder a sua linha varonil continuou em uma linhagem feminina, e por via desse facto, na pessoa de D. João Afonso Telo de Meneses de Albuquerque, que foi o 1º conde de Barcelos.
No entanto houve outros ramos da família Soverosa que mantiveram a sua linha varonil.

## SenhoresdeSoverosa

### Casa de Soverosa
- D. Vasco Fernandes (m.1189), primeiro senhor da família na honra.
- D. Gil Vasques I (m.1240)
- D. Vasco Gil
- D. Gil Vasques II (m.1277)

## Genealogia dos primeiros Senhores da Casa de Soverosa
- D. Vasco Fernandes de Soverosa (m.1189), c.c. D. Teresa Gonçalves de Sousa
  - D. Gil Vasques I de Soverosa (m.1240), c.c. 1) D. Maria Aires de Fornelos 2) D. Sancha Gonçalves de Orvaneja 3) D. Maria Gonçalves Girão
    - 1) D. Martim Gil I de Soverosa, O Bom (m.1259), c.c. D. Inês Fernandes de Castro
      - D. Teresa Martins de Soverosa, c.c. D. Rodrigo Anes Telo

    - 1) D. Teresa Gil de Soverosa (m.1269), barregã de D. Afonso IX de Leão
    - 1) D. Fernão Gil de Soverosa
    - 2) D. Vasco Gil de Soverosa (m. depois de 1258), c.c. D. Fruilhe Fernandes de Riba de Vizela (m. depois de 1277)
      - D. Gil Vasques II de Soverosa (m.1277), c.c. D. Aldonça Anes da Maia (m. antes de 1301)
        - D. Guiomar Gil II de Soverosa, c.c. D. João Rodrigues de Briteiros
        - D. Marquesa Gil de Soverosa, c.c. D. Heitor Nunes de Chacim
        - D. Martim Gil II de Soverosa

      - D. Sancha Vasques de Soverosa, c.c.  D. Fernão Fernandes de Lima O Pão Centeio
      - D. Elvira Vasques II de Soverosa
      - D. Martim Vasques II de Soverosa
      - D. Aldonça Vasques de Soverosa

    - 2) D. Manrique Gil de Soverosa, de barregã de nome desconhecido teveː
      - D. Sancha Manriques de Soverosa

    - 2) D. Guiomar Gil I de Soverosa
    - 3) D. João Gil de Soverosa, c.c. D. Constança Gil de Riba de Vizela
      - D. Martim Anes de Soverosa O Tio, c.c. D. Vataça Laskarina

    - 3) D. Gonçalo Gil de Soverosa
    - 3) D. Sancha Gil de Soverosa (antes de setembro de 1262), c.c. D. Afonso Lopes de Haro, senhor dos Cameros
    - 3) D. Dórdia Gil de Soverosa, freira no Mosteiro de Arouca

  - D. Elvira Vasques I de Soverosa, c.c. D. Paio Soares de Valadares
  - D. Martim Vasques I de Soverosa
  - D. Alda Vasques de Soverosa (m. 11 de fevereiro de 1235), freira no Mosteiro de Santo Tirso
  - D. Urraca Vasques de Soverosa (m, 27 de maio de 1219), freira no Mosteiro de Santo Tirso